# اما گرین
اما گرین (سوئدی: Emma Green؛ زادهٔ ۸ دسامبر ۱۹۸۴) ورزشکار پرش ارتفاع اهل سوئد است. وی در مسابقات کشوری و بین‌المللی در مجموع برندهٔ ۲ مدال نقره، ۳ مدال برنز شده‌است.